# Carl Emanuel Burckhardt
Carl Emanuel Burckhardt (* 26. März 1869 in Basel; † 26. August 1935 in Mexiko-Stadt) war ein Schweizer Geologe.

## Leben und Werk
Carl Emanuel Burckhardt war der Sohn des Wilhelm Burckhardt und der Maria Karolina, geborene Sarasin. Sein Onkel war Fritz Sarasin. Nach absolvierter Schulzeit in Basel und einem kurzen Aufenthalt an der Universität Genf begann Burckhardt 1888 an der Universität Basel bei dem Botaniker Georg Albrecht Klebs und dem Geologen Carl Schmidt zu studieren. Er gründete mit seinen Studienkollegen die Studentenverbindung «Jurassia». Nach einigen Semestern in Basel setzte er seine Studien an der Universität Zürich bei Carl Schröter und Albert Heim fort.
Auf Anregung von Albert Heim hatte Burckhardt von 1891 bis 1893 den Nordrand der Schweizer Alpen einer von allgemeinen Gesichtspunkten geleiteten Studie unterworfen und die dabei gewonnenen Resultate im Winter 1892/1893 zu einer Dissertation zusammengefasst. Von 1893 bis 1894 war er damit beschäftigt, Versteinerungen aus dem Klöntal zu sammeln, die er im Winter 1894/1895 in Wien zusammen mit Wilhelm Heinrich Waagen bearbeitete. Danach wurde er ein Schüler von Eduard Suess. 1895 zog er nach München, um sich bei Karl Alfred von Zittel weiter ausbilden zu lassen.

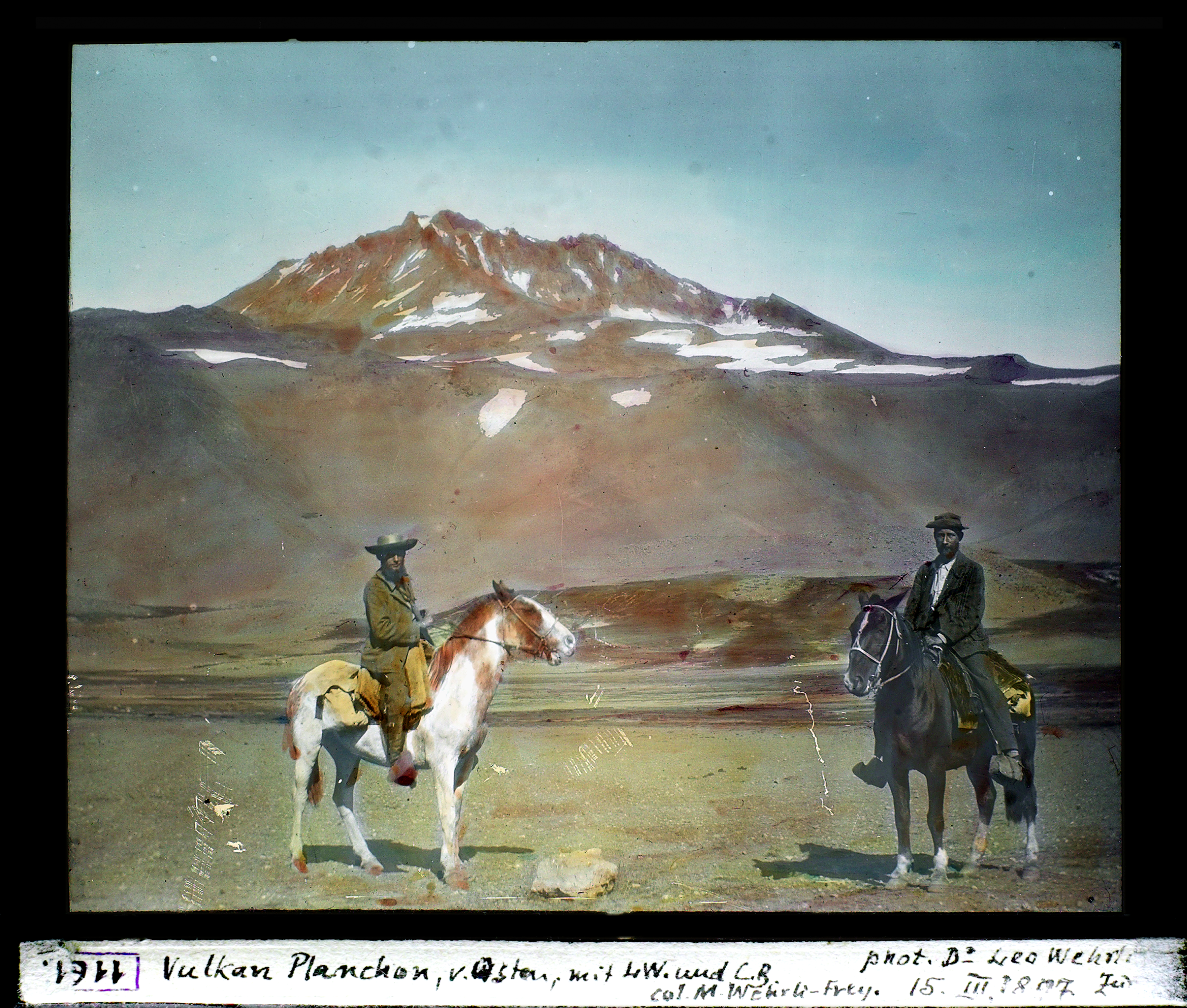
Leo Wehrli und Carl Emanuel Burckhardt am Fusse des Vulkans Planchón-Peteroa

1896 wurde Burckhardt als Geologe an das Museo de la Plata in Buenos Aires berufen. Zusammen mit Leo Wehrli, der als Geologe petrographischer Richtung in gleicher Stellung nach Argentinien berufen wurde, reiste er Ende 1896 nach Argentinien.
Wenige Tage nach ihrer Ankunft traten sie in Begleitung des Direktors des Museums Rudolph Hauthal ihre erste geologische Forschungsreise an. Diese dauerte vom 12. Januar 1897 bis zum 17. Mai 1897. In dieser Zeit querten sie viermal die Kordillere im Abschnitt Mendoza und Valparaíso im Norden und Loncoche und Molina im Süden. 1898 durchforschte Burckhardt mit Wehrli die Anden zwischen Las Lajas in Argentinien und Curacautín in Chile. Nach der Rückkehr im Mai 1900 hatte er bis Ende 1900 Zeit, seine mannigfaltigen geologischen Beobachtungen und die zahlreichen Fossilfunde aus der Kordillere auszuwerten.
1901 kehrte Burckhardt mit seiner Sammlung nach München zurück, wo er diese unter Karl Alfred von Zittels Leitung weiter auswerten konnte. In dieser Zeit ernannte Ludwig von Ammon Burckhardt zu seinem Assistenten. Diese Anstellung trug Burckhardt am 21. April 1903 die «Verleihung des Heimatrechtes in der Stadtgemeinde München» ein. Dieses Recht gab Burckhardt wenig später auf, als er 1904 als Chefgeologe des 1891 gegründeten Geologischen Instituts nach Mexiko-Stadt berufen wurde. In den folgenden elf Jahren widmete sich Burckhardt den Jura- und Kreideablagerungen in den Staaten Zacatecas, Durango, Guerrero, Veracruz und Puebla.
Als Porfirio Díaz 1906 die Geologen der ganzen Welt zum Internationalen Kongress nach Mexiko einlud, leitete Burckhardt als Sekretär den Kongress und führte die Geologen nach Zacatecas, in die Sierra de Mazapil und nach Concepción del Oro. Während der revolutionären Wirren in Mexiko wurden dem Geologischen Institut 1915 die Kredite entzogen, was zur Folge hatte, dass Burckhardt Amt und Stellung verlor. Eine Berufung an das Naturhistorische Museum Basel schlug er jedoch aus und widmete sich seinen Sammlungen, deren Auswertung er 1930 in den Abhandlungen der Schweizerischen Paläontologischen Gesellschaft veröffentlichte. Dieses Werk sollte das letzte seiner 47 Publikationen werden.
1929 erhielt Burckhardt «in Anerkennung seiner grundlegenden Arbeiten über die Stratigraphie und Paläontologie der Jura- und Kreideformation von Mexiko» die Ehrenmitgliedschaft der Schweizerischen Naturforschenden Gesellschaft.
Carl Emanuel Burckhardt verstarb an einer Lungenentzündung. Da er wie auch seine Schwester Emma Rosina Burckhardt (1857–1938) keine Kinder hatte, erlosch mit ihnen dieser Zweig Burckhardts.